# Homosetia bifasciella
Homosetia bifasciella är en fjärilsart som beskrevs av Victor Toucey Chambers 1876. Homosetia bifasciella ingår i släktet Homosetia och familjen äkta malar. Inga underarter finns listade i Catalogue of Life.